# وقائع حارة الزعفراني
وقائع حارة الزعفراني هي رواية من تأليف الكاتب والصحفي المصري الراحل جمال الغيطاني صدرت للمرة الأولى في مارس عام 1978، وتُرجمت إلى اللغة الألمانية في عام 2009، واقتُبس عنها مسلسل تليفزيوني عُرض في عام 2006 بعنوان «حارة الزعفراني» وكان من إخراج أيمن عبيس وبطولة صلاح السعدني ولقاء سويدان.

## عن الكتاب
تدور أحداث رواية وقائع حارة الزعفراني في أجواء أسطورية فتحكي عن حارة الزعفراني الواقعة بالقرب من حي الحسين بالقاهرة، والتي يُصاب جميع رجالها بالعجز الجنسي فيما عدا رجل واحد، ويدعي الشيخ الذي يسكن أسفل درج آخر بيوت الحارة أنّ هذا الداء قد نقلته نساء الحارة لرجالها لأنهن أصبحن ملعونات بفعل طلسم سحري وبات بإمكانهن أن ينقلن الداء للرجال خارج الحارة فيما عدا امرأة واحدة لم تُصب بتلك اللعنة. ثُم يعلن الشيخ لأهل الحارة بعد ذلك أنّه من صنع هذا الطلسم لكي تحل بهم تلك اللعنة وأنه لا بديل عن الاحتكام لأمره والانصياع له حتى يزول ما بهم من داء فيعم الجنون وتضرب الفوضى أنحاء الحارة.

## شخصيات الرواية
- الشيخ عطية: شيخ عجوز يقيم في آخر بيت في الحارة ويعتقد أهلها أنه أحد أولياء الله الصالحين لامتلاكه قدرات خارقة.
- حسن افندي أنور: موظف حكومي صغير لا يحمل سوى الشهادة الابتدائية القديمة ويعاني من تسلط الشباب الأصغر منه سنا في العمل لكونهم يحملون شهادات جامعية.
- حسين الحارونى: رجل ثريّ يمتلك مخزنا واسعا تحت الأرض يحوى كما هائلا من الأثاث والجواهر والعملات النادرة والقطع الأثرية.
- الداطورى: صاحب المقهى بالحارة.
- عاطف: شاب جامعى
- نبيلة: شابة تعمل مدرسة
- عويس الفران: شاب فقير قادم من الصعيد لايملك سوى قوته البدنية فيعمل خبازا وبائع ذرة وحمالا وخادما في مطعم، وبائع هوى في أحد الحمامات للمثليين جنسيًا من الرجال.
- سيد أفندى التكرلى: موظف فاسد بمؤسسة الأمانات العامة يحقق مصالحه ويستفيد من بيع زوجته لمرؤوسيه في العمل.

## الأبحاث الأكاديمية والدراسات النقدية حول الكتاب
كانت رواية وقائع حارة الزعفراني موضوعًا لعدد من الأبحاث الأكاديمية والدراسات النقدية ومنها:
- دراسة بعنوان «الأصالة والمعاصرة في أعمال جمال الغيطاني» أعدها الباحث الإسباني خوان جويتسيلو.[2]
- دراسة بعنوان «(أسئلة التاريخ والحرية في رواية "وقائع حارة الزعفراني لـ"جمال الغيطاني")» أعدها الدكتور عبد القاهر حميدة ونٌشرت على صفحات مجلة حقائق للدراسات النفسية والاجتماعية التي تُصدرها جامعة الجلفة بالجزائر في عددها رقم 16 الصادر في ديسمبر 2019.[7]

## روابط خارجية
- صفحة الكتاب على موقع جود ريدز
- صفحة الكتاب على موقع أبجد